# Brévands
Brévands is een plaats en voormalige gemeente in het Franse departement Manche in de regio Normandië en telt 318 inwoners (1999). De plaats maakt deel uit van het arrondissement Saint-Lô.

## Geschiedenis
Op 12 februari 2016 stemde de gemeenteraad unaniem voor het opgaan van de gemeente in de op 1 januari van dat jaar gevormde commune nouveau Carentan-les-Marais.. Op 1 januari 2017 ging de gemeente samen met de gemeenten Saint-Pellerin en Les Veys op in Carentan-les-Marais.

## Geografie
De oppervlakte van Brévands bedraagt 14,0 km², de bevolkingsdichtheid is 22,7 inwoners per km².
De onderstaande kaart toont de ligging van Brévands met de belangrijkste infrastructuur en aangrenzende gemeenten.

## Demografie
Onderstaande figuur toont het verloop van het inwonertal (bron: INSEE-tellingen).

 Angoville-au-Plain · Brévands · Brucheville · Carentan · Catz · Houesville · Montmartin-en-Graignes · Saint-Côme-du-Mont · Saint-Hilaire-Petitville · Saint-Pellerin · Les Veys · Vierville